# Humphrey Campbell
Humphrey Campbell, född 26 februari 1958 i Moengo i Surinam, död 25 mars 2024 i Dronten i Flevoland, var en surinamesisk-nederländsk sångare, låtskrivare och musikproducent.
Campbell flyttade från Surinam till Nederländerna 1973. Han släppte sin första singel, I Really Love You, 1975.
1982 började han studera sång och piano vid Hilversums Conservatorium. 1989 medverkade han i musikalen A Night At The Cotton Club.
Campbell vann den nederländska uttagningen till Eurovision Song Contest 1992 med bidraget Wijs me de weg. I finalen, som hölls i Malmö, framförde han bidraget tillsammans med sina bröder Carlo och Ben som körsångare och de kom på 9:e plats med 67 poäng. Campbell deltog även i Eurovision Song Contest 1993 som körsångare bakom Ruth Jacott när hon framförde bidraget Vrede.
Campbell har framför allt varit verksam som musikproducent och kompositör och har bl.a arbetat med Judith Jobse, Rob de Nijs, Paul de Leeuw och Ruth Jacott. Tillsammans med sina bröder släppte han albumet Souls in Harmony under namnet CC Campbell 1997.
Campbell var farbror till sångerskan Raffaëla Paton. Han hade ett över 22 år långt förhållande med Ruth Jacott innan de separerade 2011.

## Diskografi

### Singlar
- I Really Love You (1975)
- Angel (1977)
- Long Lonely Christmas (1977)
- Saturday Night (1979)
- Heaven's Full Of Angels (1980)
- True Hearts (1992)
- You're So Good (1992)
- Wijs me de weg (1992)
- No Questions (1992)

### Album
- No Questions (1991)
- Souls in Harmony (1997)